# Mozac
Mozac är en kommun i departementet Puy-de-Dôme i regionen Auvergne-Rhône-Alpes i centrala Frankrike. Kommunen ligger i kantonen Riom-Ouest som tillhör arrondissementet Riom. År 2022 hade Mozac 3 889 invånare.

## Befolkningsutveckling
Antalet invånare i kommunen Mozac
| Referens: INSEE |